# Regole di derivazione
In matematica, le regole di derivazione e le derivate fondamentali sono regole studiate per evitare di dover calcolare ogni volta il limite del rapporto incrementale di funzioni, e utilizzate al fine di facilitare la derivazione di funzioni di maggiore complessità.

## Regole di derivazione
Siano {\displaystyle f(x)} e {\displaystyle g(x)} funzioni reali di variabile reale {\displaystyle x} derivabili, e sia {\displaystyle \mathrm {D} } l'operazione di derivazione rispetto a {\displaystyle x}:
{\displaystyle \mathrm {D} [f(x)]=f'(x),\qquad \mathrm {D} [g(x)]=g'(x).}
- Regola della somma (linearità):

{\displaystyle \mathrm {D} [\alpha f(x)+\beta g(x)]=\alpha f'(x)+\beta g'(x),\qquad \alpha ,\beta \in \mathbb {R} .}
- Regola del prodotto (o di Leibniz):

{\displaystyle \mathrm {D} [{f(x)\cdot g(x)}]=f'(x)\cdot g(x)+f(x)\cdot g'(x).}
- Regola del quoziente:

{\displaystyle \mathrm {D} \left[{f(x) \over g(x)}\right]={f'(x)\cdot g(x)-f(x)\cdot g'(x) \over g(x)^{2}}.}
- Regola della funzione reciproca:

{\displaystyle \mathrm {D} \left[{1 \over f(x)}\right]=-{f'(x) \over f(x)^{2}}.}
- Regola della funzione inversa:

{\displaystyle \mathrm {D} [f^{-1}(x)]={1 \over f'(f^{-1}(x))}.}
- Regola della catena:

{\displaystyle \mathrm {D} \left[f\left(g(x)\right)\right]=f'\left(g(x)\right)\cdot g'(x).}
- Regola della potenza:

{\displaystyle \mathrm {D} \left[f(x)^{g(x)}\right]=f(x)^{g(x)}\left[g'(x)\ln(f(x))+{\frac {g(x)f'(x)}{f(x)}}\right].}

## Derivate fondamentali
Ognuna di queste funzioni, se non altrimenti specificato, è derivabile in tutto il suo campo di esistenza.

### Funzioni polinomiali
- {\displaystyle \mathrm {D} (a)=0,\qquad a{\text{ costante}}.}
- {\displaystyle \mathrm {D} (x)=1.}
- {\displaystyle \mathrm {D} (ax)=a,\qquad a{\text{ costante}}.}
- {\displaystyle \mathrm {D} (x^{2})=2x.}
- {\displaystyle \mathrm {D} (x^{3})=3x^{2}.}

- {\displaystyle \mathrm {D} (a)=\lim _{h\to 0}{{f(x+h)-f(x)} \over {h}}=\lim _{h\to 0}{{a-a} \over {h}}=0.}
- {\displaystyle \mathrm {D} (x)=\lim _{h\to 0}{{f(x+h)-f(x)} \over {h}}=\lim _{h\to 0}{{(x+h)-x} \over {h}}=\lim _{h\to 0}{{h} \over {h}}=1.}
- {\displaystyle \mathrm {D} (x^{2})=\lim _{h\to 0}{{f(x+h)-f(x)} \over {h}}=\lim _{h\to 0}{{(x+h)^{2}-x^{2}} \over {h}}=\lim _{h\to 0}{{x^{2}+2hx+h^{2}-x^{2}} \over {h}}=\lim _{h\to 0}(2x+h)=2x.}
- {\displaystyle \mathrm {D} (x^{3})=\lim _{h\to 0}{{f(x+h)-f(x)} \over {h}}=\lim _{h\to 0}{{(x+h)^{3}-x^{3}} \over {h}}=\lim _{h\to 0}{{x^{3}+3x^{2}h+3xh^{2}+h^{3}-x^{3}} \over {h}}=\lim _{h\to 0}(3x^{2}+3xh+h^{2})=3x^{2}.}

Più in generale si ha:
- {\displaystyle \mathrm {D} (x^{n})=nx^{n-1},\qquad {\text{con }}n\in \mathbb {N} .}

{\displaystyle \mathrm {D} (x^{n})=\lim _{h\to 0}{{f(x+h)-f(x)} \over {h}}=\lim _{h\to 0}{{(x+h)^{n}-x^{n}} \over {h}}.}
Applicando il teorema binomiale:
{\displaystyle (a+b)^{n}=\sum _{k=0}^{n}{n \choose k}a^{n-k}b^{k}}
e le proprietà dei coefficienti binomiali si ottiene:
{\displaystyle \mathrm {D} (x^{n})=\lim _{h\to 0}{\frac {x^{n}+nx^{n-1}h+{n \choose 2}x^{n-2}h^{2}+{n \choose 3}x^{n-3}h^{3}+\ldots +{n \choose n-2}x^{2}h^{n-2}+nxh^{n-1}+h^{n}-x^{n}}{h}}=}
{\displaystyle =\lim _{h\to 0}{\frac {nx^{n-1}h+{n \choose 2}x^{n-2}h^{2}+{n \choose 3}x^{n-3}h^{3}+\ldots +{n \choose n-2}x^{2}h^{n-2}+nxh^{n-1}+h^{n}}{h}}=}
{\displaystyle =\lim _{h\to 0}\left(nx^{n-1}+{n \choose 2}x^{n-2}h+{n \choose 3}x^{n-3}h^{2}+\ldots +{n \choose n-2}x^{2}h^{n-3}+nxh^{n-2}+h^{n-1}\right)=nx^{n-1}.}

Da quest'ultima relazione segue che se {\displaystyle f(x)} è un polinomio generico di grado {\displaystyle n}, allora {\displaystyle D\left(f(x)\right)} è in generale un polinomio di grado {\displaystyle n-1}.
Se {\displaystyle f(x)} è un polinomio generico di grado {\displaystyle n}, allora esso può essere espresso nella forma
{\displaystyle f(x)=\sum _{k=0}^{n}{a_{k}x^{k}},\qquad {\text{con }}a_{k}\in \mathbb {R} .}
Allora:
{\displaystyle \mathrm {D} (f(x))=\lim _{h\to 0}{{f(x+h)-f(x)} \over {h}}=\lim _{h\to 0}{\sum _{k=0}^{n}{a_{k}(x+h)^{k}}-\sum _{k=0}^{n}{a_{k}x^{k}} \over h}=\lim _{h\to 0}{\sum _{k=0}^{n}{a_{k}\left[(x+h)^{k}-x^{k}\right]} \over h}}
e applicando la linearità del limite si ottiene
{\displaystyle \mathrm {D} (f(x))=\sum _{k=0}^{n}\left(\lim _{h\to 0}a_{k}{(x+h)^{k}-x^{k} \over h}\right)=\sum _{k=0}^{n}{a_{k}\mathrm {D} (x^{k})}=\sum _{k=0}^{n}(a_{k}k)x^{k-1}=a_{1}+a_{2}x+\cdots +(a_{n}n)x^{n-1}.}
Quest'ultima relazione, come si può osservare, coincide esattamente con l'espressione di un polinomio di grado {\displaystyle n-1}.

### Potenze, radici e valore assoluto
- {\displaystyle \mathrm {D} (x^{\alpha })=\alpha x^{\alpha -1},\qquad {\text{con }}\alpha \in \mathbb {R} .}
- {\displaystyle \mathrm {D} ({\sqrt[{2}]{x}})={\frac {1}{2{\sqrt[{2}]{x}}}}.}
- {\displaystyle \mathrm {D} ({\sqrt[{n}]{x^{m}}})={{\frac {m}{n}}{\sqrt[{n}]{x^{m-n}}}},\qquad {\text{se }}x>0.}
- {\displaystyle \mathrm {D} (|x|)={\dfrac {|x|}{x}}={\dfrac {x}{|x|}}.}

- Applicando le proprietà dei logaritmi:

{\displaystyle \mathrm {D} (x^{\alpha })=\mathrm {D} \left(\mathrm {e} ^{\alpha \ln x}\right)}
applicando la regola di derivazione di una funzione composta:
{\displaystyle \mathrm {D} \left(\mathrm {e} ^{\alpha \ln x}\right)=\mathrm {e} ^{\alpha \ln x}\cdot {\frac {\alpha }{x}}=x^{\alpha }\cdot {\frac {\alpha }{x}}=\alpha x^{\alpha -1}.}
- {\displaystyle \mathrm {D} ({\sqrt[{n}]{x^{m}}})=\mathrm {D} \left(x^{\frac {m}{n}}\right).}

Applicando la regola sopra dimostrata {\displaystyle \mathrm {D} (x^{\alpha })=\alpha x^{\alpha -1}} si ottiene:
{\displaystyle \mathrm {D} ({\sqrt[{n}]{x^{m}}})={\frac {m}{n}}x^{{\frac {m}{n}}-1}={\frac {m}{n}}x^{\frac {m-n}{n}}={\frac {m}{n}}{\sqrt[{n}]{x^{m-n}}}.}

### Funzioni logaritmiche ed esponenziali
- {\displaystyle \mathrm {D} (\log _{b}x)={\frac {\log _{b}\mathrm {e} }{x}}={\frac {1}{x\ln b}}.}
- {\displaystyle \mathrm {D} (\ln x)={\frac {1}{x}}.}

- {\displaystyle \mathrm {D} (\log _{b}x)=\lim _{h\to 0}{{f(x+h)-f(x)} \over {h}}=\lim _{h\to 0}{{\log _{b}(x+h)-\log _{b}(x)} \over {h}}=\lim _{h\to 0}{\frac {1}{h}}\cdot \log _{b}{\frac {x+h}{x}}.}

Applicando ancora le proprietà dei logaritmi si ottiene:
{\displaystyle \mathrm {D} (\log _{b}x)=\lim _{h\to 0}\log _{b}{\left({\frac {x+h}{x}}\right)}^{\frac {1}{h}}=\lim _{h\to 0}\log _{b}{\left(1+{\frac {h}{x}}\right)}^{\frac {1}{h}}.}
Applicando il limite notevole {\displaystyle \lim _{z\to 0}{\left(1+\theta z\right)}^{\frac {1}{z}}=\mathrm {e} ^{\theta }} dove {\displaystyle \theta ={\frac {1}{x}}} si ottiene:
{\displaystyle \mathrm {D} (\log _{b}x)=\log _{b}\mathrm {e} ^{\frac {1}{x}}={\frac {\log _{b}\mathrm {e} }{x}}={\frac {1}{x\ln b}}.}
- Dalla regola {\displaystyle D(\log _{b}x)={\frac {\log _{b}\mathrm {e} }{x}}} scaturisce:

{\displaystyle \mathrm {D} (\ln x)={\frac {\log _{\mathrm {e} }\mathrm {e} }{x}}={\frac {1}{x}}.}
- {\displaystyle \mathrm {D} (e^{x})=\mathrm {e} ^{x}.}
- {\displaystyle \mathrm {D} (a^{x})=a^{x}\ln a.}
- {\displaystyle \mathrm {D} (x^{x})=x^{x}(1+\ln x).}

- {\displaystyle \mathrm {D} (\mathrm {e} ^{x})=\lim _{h\to 0}{{f(x+h)-f(x)} \over {h}}=\lim _{h\to 0}{\frac {\mathrm {e} ^{x+h}-\mathrm {e} ^{x}}{h}}=\lim _{h\to 0}{\frac {\mathrm {e} ^{x}\mathrm {e} ^{h}-\mathrm {e} ^{x}}{h}}=\lim _{h\to 0}{\frac {\mathrm {e} ^{x}(\mathrm {e} ^{h}-1)}{h}}=\mathrm {e} ^{x}\lim _{h\to 0}{\frac {\mathrm {e} ^{h}-1}{h}}=\mathrm {e} ^{x}}

dal limite notevole {\displaystyle \lim _{z\to 0}{\frac {k^{z}-1}{z}}=\ln k.}
- {\displaystyle \mathrm {D} (a^{x})=\lim _{h\to 0}{{f(x+h)-f(x)} \over {h}}=\lim _{h\to 0}{\frac {a^{x+h}-a^{x}}{h}}=\lim _{h\to 0}{\frac {a^{x}a^{h}-a^{x}}{h}}=\lim _{h\to 0}{\frac {a^{x}(a^{h}-1)}{h}}=a^{x}\lim _{h\to 0}{\frac {a^{h}-1}{h}}=a^{x}\ln a}

dal limite notevole {\displaystyle \lim _{z\to 0}{\frac {k^{z}-1}{z}}=\ln k.}
Un altro sistema è il seguente. Applicando le proprietà dei logaritmi:
{\displaystyle \mathrm {D} (a^{x})=\mathrm {D} \left(\mathrm {e} ^{x\ln a}\right)}
e applicando la regola di derivazione di una funzione composta:
{\displaystyle \mathrm {D} \left(\mathrm {e} ^{x\ln a}\right)=\mathrm {e} ^{x\ln a}\cdot \ln a=a^{x}\ln a.}
- {\displaystyle \mathrm {D} (\ln(f(x)))={{f'(x)} \over {f(x)}}\Rightarrow f(x)\mathrm {D} (\ln(f(x)))=f'(x)}

e quindi 
{\displaystyle \mathrm {D} (x^{x})=x^{x}\mathrm {D} (\ln(x^{x}))=x^{x}\left(\ln(x)+x\left({{1} \over {x}}\right)\right)=x^{x}\left(1+\ln(x)\right).}
- Data la funzione {\displaystyle y=a^{x}} applicando la regola di derivazione della funzione inversa, in questo caso {\displaystyle x=\log _{a}y}, e si ha:

{\displaystyle \mathrm {D} (a^{x})={\frac {1}{\mathrm {D} (\log _{a}y)}}={\frac {1}{{\frac {1}{y}}\log _{a}\mathrm {e} }}=y\ln a=a^{x}\ln a.}
- Applicando la regola di derivazione {\displaystyle \mathrm {D} (a^{x})=a^{x}\ln a} scaturisce:

{\displaystyle \mathrm {D} (\mathrm {e} ^{x})=\mathrm {e} ^{x}\ln \mathrm {e} =\mathrm {e} ^{x}.}

### Funzioni goniometriche
- {\displaystyle \mathrm {D} (\sin x)=\cos x.}

Per prima cosa si scrive il limite del rapporto incrementale, per l'incremento che tende a 0, della funzione:
{\displaystyle \lim _{h\to 0}{\frac {\sin(x+h)-\sin(x)}{h}}.}
Usando le proprietà trigonometriche di addizione:
{\displaystyle \lim _{h\to 0}{\frac {\sin(x+h)-\sin(x)}{h}}=\lim _{h\to 0}{\frac {\sin(x)\cos(h)+\cos(x)\sin(h)-\sin(x)}{h}}=\lim _{h\to 0}{\frac {-\sin(x)\cdot \left(1-\cos(h)\right)+\cos(x)\sin(h)}{h}}.}
A questo punto, ricordando i limiti notevoli
{\displaystyle \lim _{h\to 0}{\frac {1-\cos(h)}{h}}=0,\qquad \lim _{h\to 0}{\frac {\sin(h)}{h}}=1,}
applicando la linearità del limite otteniamo:
{\displaystyle \lim _{h\to 0}-\sin(x){\frac {1-\cos(h)}{h}}+\lim _{h\to 0}\cos(x){\frac {\sin(h)}{h}}=-\sin(x)\cdot 0+\cos(x)\cdot 1=\cos(x).}
- {\displaystyle \mathrm {D} (\cos x)=-\sin x.}

Per prima cosa si scrive il limite del rapporto incrementale, per l'incremento che tende a 0, della funzione: 
{\displaystyle \lim _{h\to 0}{\frac {\cos(x+h)-\cos(x)}{h}}.}
Adesso sfruttiamo le proprietà trigonometriche di addizione:
{\displaystyle \lim _{h\to 0}{\frac {\cos(x+h)-\cos(x)}{h}}=\lim _{h\to 0}{\frac {\cos(x)\cos(h)-\sin(x)\sin(h)-\cos(x)}{h}}=\lim _{h\to 0}{\frac {-\cos(x)\cdot \left(1-\cos(h)\right)-\sin(x)\sin(h)}{h}}.}
A questo punto, ricordando i limiti notevoli
{\displaystyle \lim _{h\to 0}{\frac {1-\cos(h)}{h}}=0,\qquad \lim _{h\to 0}{\frac {\sin(h)}{h}}=1,}
applicando la linearità del limite otteniamo:
{\displaystyle \lim _{h\to 0}-\cos(x){\frac {1-\cos(h)}{h}}+\lim _{h\to 0}-\sin(x){\frac {\sin(h)}{h}}=-\cos(x)\cdot 0-\sin(x)\cdot 1=-\sin(x).}
- {\displaystyle \mathrm {D} (\tan x)=1+\tan ^{2}x={1 \over \cos ^{2}x}.}

Per prima cosa si scrive la funzione tangente come rapporto tra il seno ed il coseno: 
{\displaystyle \tan(x)={\frac {\sin(x)}{\cos(x)}}.}
Ora è possibile utilizzare la derivata del rapporto di due funzioni:
{\displaystyle \mathrm {D} \!\!\left({\frac {\sin(x)}{\cos(x)}}\right)={\frac {\cos(x)\cos(x)+\sin(x)\sin(x)}{\cos ^{2}(x)}}={\frac {\cos ^{2}(x)+\sin ^{2}(x)}{\cos ^{2}(x)}}.}
A questo punto si può sviluppare il rapporto in due modi:
{\displaystyle {\frac {\cos ^{2}(x)+\sin ^{2}(x)}{\cos ^{2}(x)}}={\frac {1}{\cos ^{2}(x)}};}
{\displaystyle {\frac {\cos ^{2}(x)+\sin ^{2}(x)}{\cos ^{2}(x)}}={\frac {\cos ^{2}(x)}{\cos ^{2}(x)}}+{\frac {\sin ^{2}(x)}{\cos ^{2}(x)}}=1+\tan ^{2}(x).}
- {\displaystyle \mathrm {D} (\cot x)=-(1+\cot ^{2}x)=-{\frac {1}{\sin ^{2}x}}.}
- {\displaystyle \mathrm {D} (\sec x)=\tan x\sec x.}
- {\displaystyle \mathrm {D} (\csc x)=-\cot x\csc x.}
- {\displaystyle \mathrm {D} (\arcsin x)={\frac {1}{\sqrt {1-x^{2}}}}.}

Le notazioni {\displaystyle \arcsin } e {\displaystyle \sin ^{-1}} indicano la stessa funzione. Scrivendo la funzione {\displaystyle y=\sin ^{-1}(x)}, applicando ad ambo le parti la funzione seno in modo da ottenere {\displaystyle \sin(y)=x} e differenziando l'espressione trovata si ottiene:
{\displaystyle \cos(y)\cdot y'=1,}
di conseguenza si ha che:
{\displaystyle y'={\frac {1}{\cos(y)}}.}
Ricordando che:
{\displaystyle \cos(y)={\sqrt {1-\sin ^{2}(y)}},\qquad {\sqrt {1-\sin ^{2}(y)}}={\sqrt {1-x^{2}}},}
sostituendo nella derivata e si ottiene la formula che si stava cercando:
{\displaystyle y'={\frac {1}{\cos(y)}}={\frac {1}{\sqrt {1-x^{2}}}}.}
- {\displaystyle \mathrm {D} (\arccos x)=-{\frac {1}{\sqrt {1-x^{2}}}}.}

Le notazioni {\displaystyle \arccos } e {\displaystyle \cos ^{-1}} indicano la stessa funzione. Scrivendo la funzione {\displaystyle y=\cos ^{-1}(x)}, applicando ad ambo le parti la funzione coseno in modo da ottenere {\displaystyle \cos(y)=x} e differenziando l'espressione trovata si ottiene: 
{\displaystyle -\sin(y)\cdot y'=1,}
di conseguenza si ha che:
{\displaystyle y'=-{\frac {1}{\sin(y)}}.}
Ricordando che:
{\displaystyle \sin(y)={\sqrt {1-\cos ^{2}(y)}},\qquad {\sqrt {1-\cos ^{2}(y)}}={\sqrt {1-x^{2}}},}
sostituendo nella derivata e si ottiene la formula che si stava cercando:
{\displaystyle y'=-{\frac {1}{\sin(y)}}=-{\frac {1}{\sqrt {1-x^{2}}}}.}
- {\displaystyle \mathrm {D} (\arctan x)={\frac {1}{1+x^{2}}}.}
- {\displaystyle \mathrm {D} (\operatorname {arccot} x)={-1 \over 1+x^{2}}.}
- {\displaystyle \mathrm {D} (\operatorname {arcsec} x)={1 \over |x|{\sqrt {x^{2}-1}}}.}
- {\displaystyle \mathrm {D} (\operatorname {arccsc} x)={-1 \over |x|{\sqrt {x^{2}-1}}}.}

### Funzioni iperboliche
- {\displaystyle \mathrm {D} (\sinh x)=\cosh x.}
- {\displaystyle \mathrm {D} (\cosh x)=\sinh x.}
- {\displaystyle \mathrm {D} (\tanh x)=1-\tanh ^{2}x={1 \over \cosh ^{2}x}.}
- {\displaystyle \mathrm {D} ({\mbox{coth}}\,x)=-{\mbox{csch}}^{2}\,x.}
- {\displaystyle \mathrm {D} ({\mbox{sech}}\,x)=-\tanh x\;{\mbox{sech}}\,x.}
- {\displaystyle \mathrm {D} ({\mbox{csch}}\,x)=-{\mbox{coth}}\,x\;{\mbox{csch}}\,x.}
- {\displaystyle \mathrm {D} ({\mbox{settsinh}}\,x)={1 \over {\sqrt {x^{2}+1}}}.}
- {\displaystyle \mathrm {D} ({\mbox{settanh}}\,x)={1 \over 1-x^{2}}.}
- {\displaystyle \mathrm {D} ({\mbox{settcoth}}\,x)={1 \over 1-x^{2}}.}
- {\displaystyle \mathrm {D} ({\mbox{settsech}}\,x)={-1 \over x{\sqrt {1-x^{2}}}}.}
- {\displaystyle \mathrm {D} ({\mbox{settcsch}}\,x)={-1 \over |x|{\sqrt {1+x^{2}}}}.}

## Derivate di funzioni composte
- {\displaystyle \mathrm {D} (|f(x)|)=f'(x){\dfrac {f(x)}{|f(x)|}}=f'(x){\dfrac {|f(x)|}{f(x)}}.}
- {\displaystyle \mathrm {D} ([f(x)]^{n})=n\cdot f(x)^{n-1}\cdot f'(x).}
- {\displaystyle \mathrm {D} (\ln f(x))={f'(x) \over f(x)}.}
- {\displaystyle \mathrm {D} (\ln |f(x)|)={f'(x) \over f(x)}.}
- {\displaystyle \mathrm {D} (\mathrm {e} ^{f(x)})=\mathrm {e} ^{f(x)}\cdot f'(x).}
- {\displaystyle \mathrm {D} (a^{f(x)})=a^{f(x)}\cdot f'(x)\cdot \ln a.}
- {\displaystyle \mathrm {D} (\sin f(x))=\cos f(x)\cdot f'(x).}
- {\displaystyle \mathrm {D} (\cos f(x))=-\sin f(x)\cdot f'(x).}
- {\displaystyle \mathrm {D} (\tan f(x))={f'(x) \over \cos ^{2}f(x)}.}
- {\displaystyle D(\arcsin f(x))={f'(x) \over {\sqrt {1-[f(x)]^{2}}}}.}
- {\displaystyle D(\arccos f(x))={-f'(x) \over {\sqrt {1-[f(x)]^{2}}}}.}
- {\displaystyle D(\arctan f(x))={f'(x) \over 1+[f(x)]^{2}}.}
- {\displaystyle D(f(x)^{g(x)})=f(x)^{g(x)}\cdot \left[g'(x)\cdot \ln f(x)+g(x)\cdot {f'(x) \over f(x)}\right].}

{\displaystyle {f(x)^{g(x)}}={e^{{\ln }{f(x)^{g(x)}}}}={e^{g(x)\cdot {{\ln }f(x)}}}} e dunque si deriva seguendo la regola di {\displaystyle D({e^{f(x)}})} e del prodotto.
- {\displaystyle D(x^{f(x)})=x^{f(x)}\cdot \left[f'(x)\cdot \ln x+{f(x) \over x}\right].}